# Sir Lord Baltimore
I Sir Lord Baltimore furono un gruppo rock statunitense, pioniere dell'Heavy metal, originario di Brooklyn. Il gruppo si forma nel 1968 con la voce solista/batterista John Garner, il chitarrista Louis Dambra, e il bassista Gary Justin.
John Garner, frontman del gruppo, era un batterista/cantante solista, una cosa piuttosto rara in gruppi metal o rock. I Sir Lord Baltimore sono stati soprannominati "i padrini dello stoner rock".
Oltre ai due album che diedero un po' di successo negli anni '70, dopo un lungo periodo di inattività, Garner e Dambra si riunirono nel 2006, rilasciando un nuovo album. Il gruppo, nella nuova formazione, mostra un chiaro riferimento al cristianesimo, influsso non presente nei lavori precedenti. Justin, musicista non più in attività, non ha partecipato. Garner morì il 5 dicembre 2015 di insufficienza epatica, terminando definitivamente i Sir Lord Baltimore.

## Storia
La storia dei Sir Lord Baltimore è divisa in due periodi distinti: la formazione originale, con cui hanno inciso due album da studio e ne hanno iniziato un terzo; e la reunion di Garner e Dambra, nel 2006 con il loro terzo album.

### Formazione originale
Garner (il creatore del gruppo) incontrò per la prima volta Dambra e Justin alle scuole superiori. I tre iniziarono a fare prove nel 1968. Al tempo della formazione, Dambra (con lo pseudonimo Luois Caine) suonava anche in un gruppo chiamato "The Koala" che rilasciò un album eponimo nel 1969. Justin ha dichiarato che Jack Bruce dei Cream lo ha influenzato nelle prime scelte di carriera.
Dopo un tempo relativamente breve, la nuova band fece un'audizione con Mike Appel, che all'epoca lavorava come talent scout (avvierà la carriera di Bruce Springsteen e ne diventerà manager). Appel fece loro da mentore e suggerirì il nome Sir Lord Baltimore, preso da un personaggio di Butch Cassidy (film). Per l'album di debutto del gruppo Appel partecipò sia come co-produttore sia dando una mano negli arrangiamenti e nei testi.
L'album di debutto, Kingdom Come, fu registrato agli studio Vantone con Nick Masse come tecnico e Jim Cretecos come co-produttore di Appel. Il mixing e l'aggiunta di alcune tracce vennero fatti all'Electric Lady Studios con il tecnico Eddie Kramer, meglio conosciuto per lavori con Jimi Hendrix. A detta di Appel i Pink Floyd ebbero l'opportunità di ascoltare i Sir Lord Baltimore durante queste sessioni, e ne rimasero impressionati più volte.
Rilasciato da Mercury Records nel 1970, Kingdom Come contiene suoni hard rock con ritmi incalzanti e alti livelli di distorsione per chitarra (in certi casi anche per il basso), con uso estensivo di effetti multi-traccia in post-produzione per migliorare il sound della chitarra. Anche se questo stile sarebbe diventato popolare negli anni successivi, era considerabilmente differente dalla maggior parte della musica rock dell'epoca.
Tra il 19 e il 20 febbraio, i Sir Lord Baltimore suonarono al Fillmore East di New York assieme alla J. Geils Band e i Black Sabbath, come parte del successivo tour Paranoid. I Sir Lord Baltimore suonarono in altre date in questo tour). Una loro foto usata nei programmi del Fillmore East fu successivamente usata anche come copertina del loro album del 2006 dopo la reunion, Sir Lord Baltimore III Raw.
Nel maggio del 1971 Mike Saunders scrisse una recensione molto positiva di Kingdom Come per Creem. Degna di nota era l'affermazione di Saunders secondo cui "... i Sir Lord Baltimore sembra abbiano messo giù tutti i migliori trucchi del libro dell'heay metal", uno dei primi usi stampati del termine "heavy metal" per riferirsi a un genere musicale. Alcuni hanno citato questa recensione affermando contenesse il primo uso documentato del termine "heavy metal" riferito ad uno stile musicale; la verità è che il medesimo giornalista usò il termine recensendo l'album Humble Pie sulla rivista Rolling Stone sei mesi prima.
Rilasciato nel 1971, sempre con l'etichetta Mercury, il secondo album Sir Lord Baltimore segnò un cambio di direzione: mancavano i cambi di ritmo frenetici presenti in Kingdom Come e dava spazio a tempi che ricordano più la musica hard rock. Per questo album i Sir Lord Baltimore diventarono un quartetto con il fratello di Louis Dambra, Joey, come secondo chitarrista. In Sir Lord Baltimore il brano Where Are We Going sembra la registrazione di un concerto dal vivo, brano che invece fu registrato ai Mercury Studios. Il produttore pensò che fosse una buona idea includere un pezzo dal vivo.
La loro carriera iniziò un periodo di declino dopo la pubblicazione di Sir Lord Baltimore, e la Mercury poco dopo interruppe i contatti. Il gruppo ha pubblicamente dato la colpa alle droghe per la loro iniziale discesa, oltre alle scarse vendite e alle royalty non pagate. Tuttavia i Sir Lord Baltimore a metà degli anni sessanta iniziarono a lavorare al loro terzo album, mai concluso; originariamente programmato per uscire nel 1976, la musica scritta per questo album in cantiere fu poi usata nel disco della reunion Sir Lord Baltimore III Raw.
Nel 1994, Kingdom Come e Sir Lord Baltimore furono ripubblicati come singolo compact disc, Kingdom Come/Sir Lord Baltimore, con l'etichetta PolyGram. Tuttavia, la lista delle canzoni del CD non rispetta quella dei singoli album consecutivi. Kingdom Come invece fu ripubblicato, separatamente, in formato digitale nel 2007, questa volta con l'etichetta Anthology Recordings.

### Reunion e fine del gruppo
Una trentina d'anni dopo lo scioglimento del gruppo, Garner e Dambra si riunirono per registrare e distribuire autonomamente un nuovo album dei Sir Lord Baltimore, Sir Lord Baltimore III Raw. Garner produsse l'album, rilasciato sotto l'etichetta JG Records nel luglio del 2006 e disponibile solo per ordinazione via email scrivendo direttamente alla voce dei Sir Lord Baltimore. La maggior parte delle registrazioni del basso, nell'album, furono eseguite da Tony Franklin, con Anthony Guido alla chitarra e Sam Powell al basso come musicisti ospiti. Anche se la musica dell'album fu originariamente scritta per il rilascio del 1976, poi non avvenuto, i testi furono modificati, mostrando la nuova visione cristiana del gruppo.
Nel 2007, Garner e Janne Stark, chitarrista svedese (precedentemente nei gruppi Overdrive e Locomotive Breath) hanno registrato una nuova versione di "Woman Tamer" dal secondo album dei Sir Lord Baltimore. Nel marzo del 2008, fu annunciato che Garner e Stark, con un bassista selezionato, avrebbero fatto un'apparizione allo Sweden Rock Festival nel giugno 2008, ma a causa di uno scarso compenso e altre circostanze non si esibirono. Dambra fece anche il pastore, assistendo le famiglie dei senzatetto a Los Angeles, in California.
John Garner (nato John Guarneri il 2 febbraio 1952 a Brooklyn, New York) morì il 5 dicembre 2015 all'età di 63 anni, di insufficienza epatica. Terminando definitivamente la storia dei Sir Lord Baltimore.

## Membri
- John Garner - voce solista, batteria (1968–1976, 2006–2015)
- Louis Dambra - chitarra (1968–1976, 2006–2007)
- Gary Justin - basso (1968–1976)
- Joey Dambra - chitarra (1970–1972)
- Tony Franklin - basso (2006–2007)
- Janne Stark - chitarra (2007–2008)

## Discografia

### Album in studio
- 1970 - Kingdom Come
- 1971 - Sir Lord Baltimore
- 2006 - Sir Lord Baltimore III Raw

### Compilation
- 1994 - Kingdom Come/Sir Lord Baltimore

### Singoli
- 1970 - Hard Rain Fallin'/Lady of Fire
- 1971 - Master Heartache/I Got a Woman